# 塵沙惑
塵沙惑，佛教術語，指無始無明的所知障煩惱。

## 概說
- 因為無始無明裡面的上煩惱極廣極多，因此說它是過恆河沙數上煩惱，也因此而又簡稱作塵沙惑。因為這種上煩惱的無明極微細、極多廣，極難斷盡。
- 五十二階位的所有菩薩，在成佛前，對法界實相─如來藏真如心體是不能究竟具足了知。這是由於實相心第八阿賴耶識心體雖清淨恆常不變易，但所含藏的的無明極細、極多，其數無量，故名過恆河沙數煩惱，故名塵沙惑。在三乘菩提中的佛菩提道修行過程當中，菩薩需經三大阿增祇劫的次第修行，才能究竟滅除所知障中所斷的惑即是塵沙惑，也就是修證一切種智上面所應該斷除的過恆河沙數微細無明煩惱。
- 無明眾生、聲聞學人、已解脫無學阿羅漢、辟支佛，對法界實相─如來藏真如心體是不知不證，所以縱能盡斷見思惑的一切煩惱障，仍有塵沙惑。[1]
- 起無始無名諸上煩惱是相對於一念無明煩惱來說，在所需修斷的時間長短而言、煩惱的廣狹而言、斷除之難易而言，一念無明煩惱當屬於「下煩惱」，而無始無明的煩惱為「上煩惱」，其中如有心上煩惱、果上煩惱、定上煩惱、得上煩惱、止上煩惱、觀上煩惱、慧上煩惱、……無量無數上煩惱，皆因對於佛地有惑而有，故又名為塵沙惑。
- 等到成佛時，一切種智的智慧，也就是對於真心如來藏所含藏的一切種子都具足圓滿的了知，沒有絲毫的無明，就是你已經斷盡了所知障的最微細無明隨眠，這時方可說「塵沙惑」已斷盡。如尚有還有一絲一毫的所知障隨眠，定非成佛；換言之，地上菩薩的階位只得道種智，非證得一切種智。成佛時最後一分極微細所知障的隨眠斷盡，大圓鏡智與成所作智現前，方稱之為一切種智。[2]